# Sách cũ

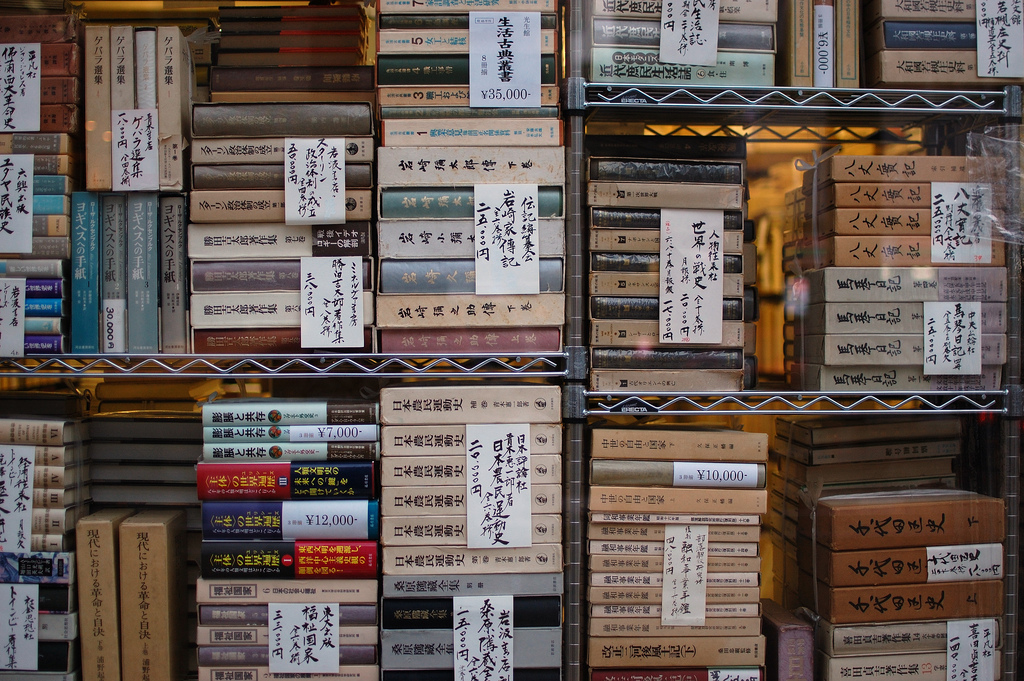
Sách cũ đã qua sử dụng

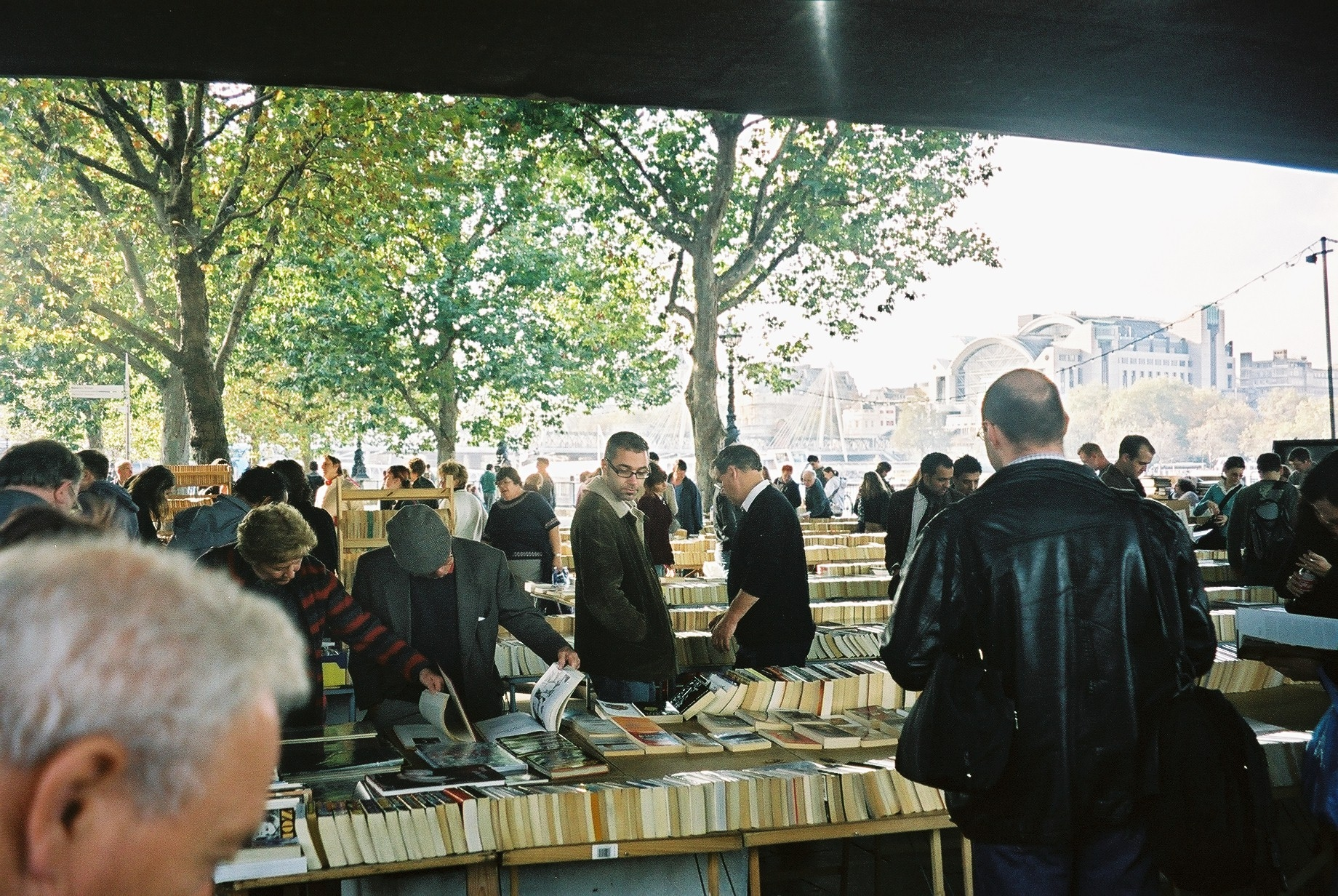
Chợ sách South Bank trước Nhà hát Phim Quốc gia, London, Anh, vào tháng 10 năm 2004

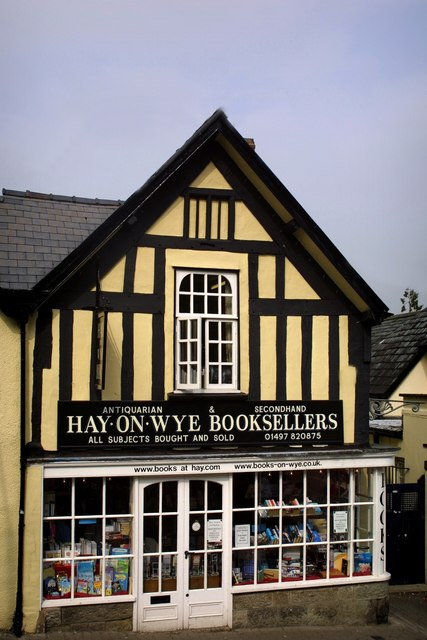
Hiệu sách ở Hay-on-Wye

Sách đã qua sử dụng hoặc sách cũ là một cuốn sách đã được sở hữu trước đó bởi chủ sở hữu không phải là nhà xuất bản hoặc nhà bán lẻ, thường là của một cá nhân hoặc thư viện.
Sách đã qua sử dụng thường có sẵn trên thị trường khi chúng được bán hoặc tặng cho cửa hàng đồ cũ, hoặc hiệu sách cũ; chúng thường được bán với giá khoảng một nửa hoặc ba phần tư giá mới, mặc dù những cuốn sách hiếm và những cuốn khác vẫn có nhu cầu mua hoặc khó có thể kiếm được, thì có thể bán được nhiều hơn thế.
Một số cửa hàng sách mới cũng mang theo sách đã sử dụng và một số cửa hàng sách cũ cũng bán sách mới. Mặc dù các tác giả hoặc nhà xuất bản ban đầu sẽ không được hưởng lợi về tài chính từ việc bán một cuốn sách đã sử dụng, nhưng nó giúp cho những cuốn sách cũ được lưu hành. Đôi khi các cuốn sách rất cũ, hiếm, là phiên bản đầu tiên, là sách cổ, hoặc đơn giản là sách hết tái bản có thể được tìm thấy như những cuốn sách cũ trong các cửa hàng sách cũ.
Một bản sao đọc của một cuốn sách có thể được sử dụng khá nhiều lần, có thể bao gồm các vết đánh dấu hoặc lề ngoài, và phù hợp để đọc, nhưng không thể dùng để sưu tập. Đây là một thuật ngữ được sử dụng trong kinh doanh sách cũ, để chỉ sự thiếu giá trị sưu tập, trong khi cho rằng cuốn sách còn đủ tốt cho người mua có lợi ích chủ yếu là đọc cuốn sách đó. Một bản sao chỉ để đọc thường rẻ hơn bản sao dùng để sưu tập.